# ジャレッド・ポール
ジャレッド・ポール（Jarrad Paul, 1976年6月20日 - ）は、アメリカ合衆国の俳優、脚本家である。

## 来歴
フロリダ州マイアミで生まれ育ち、高校卒業後はカリフォルニア州ロサンゼルスへ移り住む。
俳優としての活動を本格的に始動し、1990年代にはティム・アレン主演のシットコム『Home Improvement』や、ジェリー・サインフェルド主演のシットコム『となりのサインフェルド』などに出演したほか、2000年代にはトニー・シャルーブ主演のミステリーコメディドラマ『名探偵モンク』で主人公エイドリアン・モンクの隣人ケヴィン・ドーフマン役を演じてお茶の間の知名度を高めた。
『恋する40days』や『シャギー・ドッグ』などの映画にも出演し、『イエスマン “YES”は人生のパスワード』では共同脚本も担当した。2015年にはジャック・ブラックとジェームズ・マースデンを主演に迎えたコメディ映画『バッド・ブロマンス』で映画監督デビューを果たすとともに、ロブ・ロウ主演のテレビドラマ『ロブ・ロウの敏腕ドラマ弁護士』を企画・製作するなど、俳優としてのみならずクリエーターとしても精力的に活動している。

## 主な作品

### 映画
| 公開年 | 邦題 原題                                  | 役名           | 備考               |
| ------ | ------------------------------------------ | -------------- | ------------------ |
| 1997   | ライアー ライアー Liar Liar                | ニキビ顔の少年 |                    |
| 2002   | 恋する40days 40 Days and 40 Nights         | ダンカン       |                    |
| 2005   | ペナルティ・パパ Kicking & Screaming       | 従業員         |                    |
| 2005   | 奥さまは魔女 Bewitched                     | 駐車係         |                    |
| 2006   | シャギー・ドッグ The Shaggy Dog            | ラリー         |                    |
| 2008   | イエスマン “YES”は人生のパスワード Yes Man | レジー         | 兼 共同脚本        |
| 2013   | ムービー43 Movie 43                        | ビル           |                    |
| 2015   | バッド・ブロマンス The D Train             | -              | 共同脚本・共同監督 |

### テレビドラマ
| 放映年    | 邦題 原題                                          | 役名                 | 備考                            |
| --------- | -------------------------------------------------- | -------------------- | ------------------------------- |
| 1997      | となりのサインフェルド Seinfeld                    | ダリン               | 1エピソード                     |
| 1997      | バフィー 〜恋する十字架〜 Buffy the Vampire Slayer | ディエゴ             | 1エピソード                     |
| 2001      | UCアンダーカバー 特殊捜査班 UC: Undercover         | コーディ             | 11エピソード                    |
| 2004-2009 | 名探偵モンク Monk                                  | ケヴィン・ドーフマン | 6エピソード                     |
| 2015      | ロブ・ロウの敏腕ドラマ弁護士 The Grinder           | ピンカス             | 1エピソード 兼 企画・製作総指揮 |